# Pulp (grup de música)
Pulp és un grup de música nascut a la ciutat anglesa de Sheffield a les acaballes dels anys 70, si bé el seu primer disc no es va editar fins a l'any 1983. Del grup destaca el seu carismàtic líder, Jarvis Cocker, un dels paradigmes de la música Britpop. El reconeixement del grup va anar en augment fins a obtenir el màxim ressò a mitjans dels anys 90, coincidint amb els discs His'n'Hers i Different Class.
Al 1983, quan van editar el seu primer disc, la banda estava formada per Jarvis Cocker (veu, guitarra i piano), Simon Hinkler (teclats i veu), Peter Boam (teclats i veu), David Hinkler (teclats i trombó) i Gary Wilson (bateria). La banda va llançar We Love Life el 2001 i després es va fer una pausa d'una dècada, després d'haver venut més de 10 milions de discos.

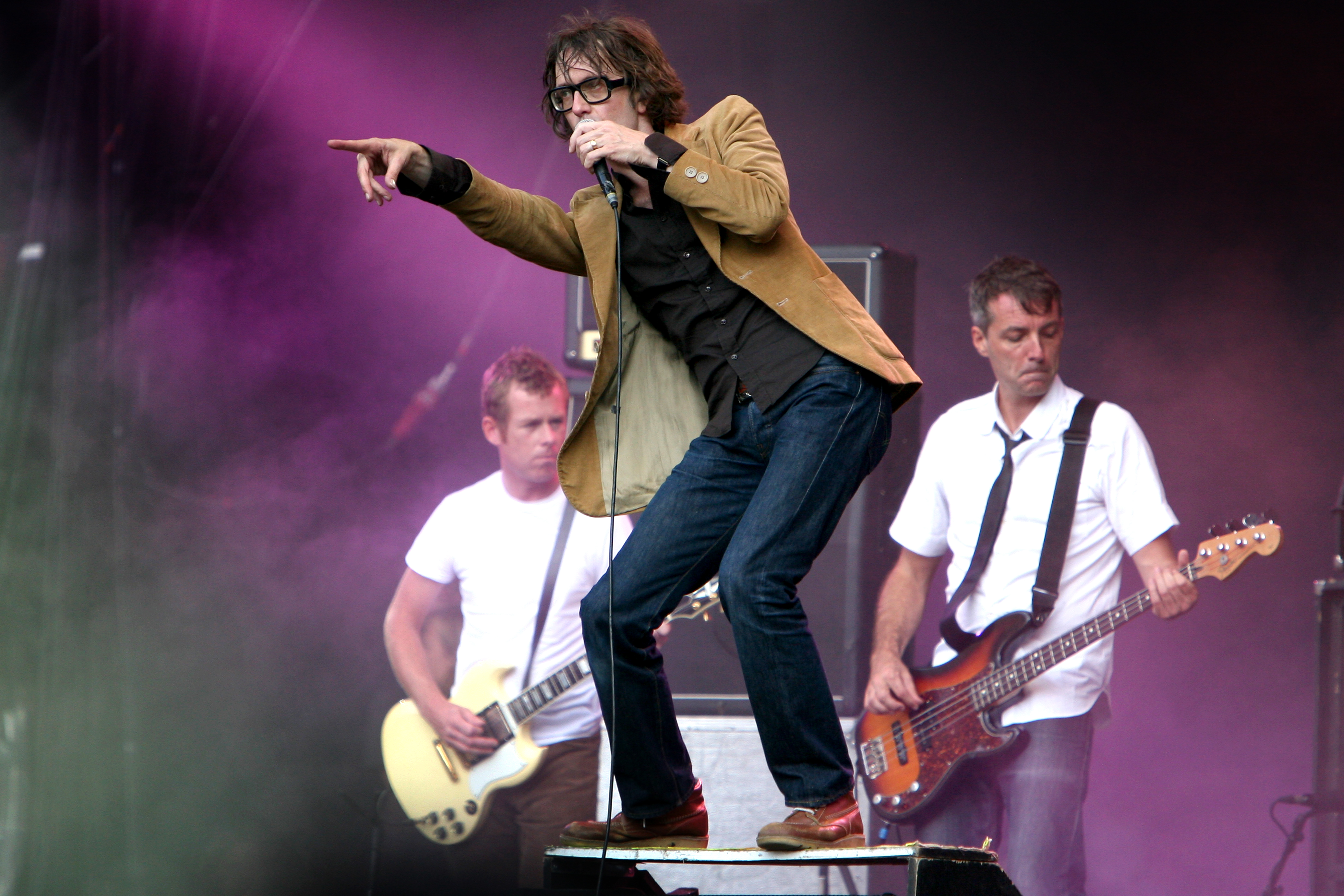
Jarvis Cocker al Rock en Seine 2007

La formació clàssica de Pulp, formada per Cocker, el bateria Nick Banks, la teclista Candida Doyle, el baixista Steve Mackey, el guitarrista i violinista Russell Senior i el tercer guitarrista Mark Webber, que no tocaven junts des de 1996 es van reunir el 2011 per tocar en diversos festivals i van llançar "After You" el 2013, la seva primera cançó en 12 anys. Després de la mort del baixista Steve Mackey, Cocker, Doyle, Webber i Banks es va reunir per segona vegada el 2022 per tornar a girar.
Pulp apostà també per una estètica de grup molt uniforme i cuidada que posa de manifest la influència que han exercit sobre els seus membres grups com ara Roxy Music o cantants com David Bowie.

## Discografia

### Àlbums
- It - 1983
- Freaks - 1986
- Separations - 1992
- His'n'hers - 1994
- Different Class - 1995
- This is Hardcore - 1998
- We love life - 2001

### Recopilatoris
- Intro (recopilatori de singles) - 1993
- Masters of the Universe (recopilatori de singles) - 1994
- Countdown 1992-1983 - 1996
- Hits - (recopilatori dels millors èxits de la banda) - 2002